# Murunskita
La murunskita és un mineral de la classe dels sulfurs que pertany al grup de la bukovita.

## Característiques
La murunskita és un sulfur de fórmula química K₂(Cu,Fe)₄S₄. Cristal·litza en el sistema tetragonal. Es troba en forma de grans molt petits, d'aproximadament 1μm, i en agregats. La seva duresa a l'escala de Mohs és 3. La murunskita tàl·lica és una varietat que conté fins a un 29% de tal·li, amb fórmula (K,Tl)₂(Cu,Fe)₄S₄, trobada a les pegmatites de Palitra (Múrmansk).
Segons la classificació de Nickel-Strunz, la murunskita pertany a «02.BD: Sulfurs metàl·lics, M:S > 1:1 (principalment 2:1), amb Hg, Tl» juntament amb els següents minerals: imiterita, gortdrumita, balcanita, danielsita, donharrisita, carlinita, bukovita, talcusita, rohaïta, calcotal·lita, sabatierita, crookesita i brodtkorbita.

## Formació i jaciments
Es troba a les roques que han patit metasomatisme potàssic intensiu. Sol trobar-se associada a altres minerals com: charoïta, acmita o feldespat potàssic.
La murunskita va ser descoberta al massís de Murun, a la confluència dels rius Chara i Tokko (Sakhà, Rússia). També se n'ha trobat altres dos indrets a Rússia: a Kukisvumchorr i a les pegmatites de Palitra, totes dues a l'óblast de Múrmansk.